# Mervad Meco Nurković
Mervad Meco Nurković je rođen 1964. godine u Rožajama, Crna Gora. Folklorom se bavi od 1977. godine. Završio je školu folklornih pedagoga u Beogradu 1987. godine. Dobitnik je velikog broja priznanja i nagrada. U KUD-u "Vrelo Ibra" je bio istaknuti solista i asistent koreografa. Jedan je od osnivača Folklornog ansambla "Rožaje" 2004. godine, čiji je koreograf i umjetnički rukovodilac. Živi i radi u Rožajama.

## Galerija
- Folklorni ansambl "Rožaje" - Igre iz Sandžaka
- Folklorni ansambl "Rožaje" - Igre iz Rožaja

## Koreografije
- Bošnjačke igre iz Rožaja
- Bošnjačke igre iz Sandžaka
- Crnogorsko Oro
- Igre iz Šumadije
- Igre iz Rugove
- Igre iz Vranja
- Borba za djevojku
- Igre iz Đakovice
- Čobanske igre

## Video snimci
Na video snimcima se nalaze koreografije Mervada Meca Nurkovića.
- Folklorni ansambl "Rožaje" - Bošnjačke igre iz Rožaja
- Folklorni ansambl "Rožaje" - Bošnjačke igre iz Sandžaka
- Folklorni ansambl "Rožaje" - Igre iz Crne Gore
- Folklorni ansambl "Rožaje" - Igre iz Vranja
- Folklorni ansambl "Rožaje" - Igre iz Rugove i Borba za Djevojku i Shota
- Folklorni ansambl "Rožaje" - Čobanske igre
- Folklorni ansambl "Rožaje" - Igre iz Šumadije
- Folklorni ansambl "Rožaje" - Nastup u Bursi